# Henryk Bednarski (polityk)
Henryk Jan Bednarski (ur. 22 czerwca 1934 w Małkini Górnej, zm. 30 października 2023) – polski socjolog, polityk, działacz komunistyczny, minister edukacji narodowej w rządzie Zbigniewa Messnera.

## Życiorys
Syn Nikodema i Janiny. Absolwent Wydziału Humanistycznego Wyższej Szkoły Pedagogicznej w Gdańsku (1963) oraz Wyższej Szkoły Partyjnej przy Komitecie Centralnym Komunistycznej Partii Związku Radzieckiego w Moskwie (1973). Doktor nauk humanistycznych (1971), doktor habilitowany (1976), profesor nadzwyczajny (1984). 
Członek Związku Młodzieży Polskiej (1948–1956) i Związku Młodzieży Wiejskiej (1957–1975). Działacz i członek Polskiej Zjednoczonej Partii Robotniczej od 1954. Sekretarz propagandy Komitetu Powiatowego PZPR w Tucholi (1960–1963), przewodniczący Zarządu Wojewódzkiego ZMW w Bydgoszczy (1963–1969), dyrektor, sekretarz generalny i prezes Bydgoskiego Towarzystwa Naukowego (1969–1972). Od 1969 pracownik naukowy Wyższej Szkoły Pedagogicznej w Bydgoszczy, kierownik Zakładu Socjologii i Statystyki (1969–1977), prorektor (1978–1980). W 1984 został profesorem WSP w Bydgoszczy. 
Kierownik Wydziału Nauki i Oświaty Komitetu Wojewódzkiego PZPR w Bydgoszczy (1973–1978), dyrektor Międzywojewódzkiej Szkoły Partyjnej w Bydgoszczy (1980), w latach 1980–1983 był I sekretarzem Komitetu Wojewódzkiego PZPR w Bydgoszczy. Następnie był w latach 1983–1987 sekretarzem Komitetu Centralnego PZPR. Członek Komitetu Centralnego PZPR od 1983 roku. Od 24 października 1987 do 14 października 1988 był ministrem edukacji narodowej w rządzie Zbigniewa Messnera. Od maja 1985 roku do lipca 1986 roku był przewodniczącym Komisji Nauki i Oświaty KC PZPR. Przewodniczący Komisji Ideologicznej Komitetu Centralnego PZPR (1986–1988).
W latach 80. wchodził również w skład Rady Redakcyjnej organu teoretycznego i politycznego KC PZPR Nowe Drogi, a od 1986 przewodniczył Radzie Redakcyjnej periodyku teoretycznego KC PZPR Ideologia i polityka.
Od czerwca 1985 był przewodniczącym Komitetu Redakcyjnego dla opracowania "Pism zebranych" Władysława Gomułki. W latach 1986–1989 był wiceprzewodniczącym Ogólnopolskiego Komitetu Grunwaldzkiego. W 1983 wybrany w skład Zarządu Głównego Towarzystwa Przyjaźni Polsko-Radzieckiej. W latach 1987–1991 był prezesem Zarządu Głównego TPPR aż do rozwiązania tej organizacji.
Był dziekanem Wydziału Pedagogicznego Mazowieckiej Wyższej Szkoły Humanistyczno-Pedagogicznej w Łowiczu.
Autor ponad 100 rozpraw naukowych, popularnonaukowych, publicystycznych i recenzji; artykuły z zakresu problematyki funkcjonowania współczesnych rodzin wiejskich, sytuacji i roli społecznej kobiet wiejskich, aspiracji zawodowych uczniów i adaptacji zawodowej absolwentów szkół rolniczych, sytuacji kadrowej w rolnictwie, społeczno-kulturowych funkcji szkoły, roli inteligencji na wsi, aktywności społeczno-politycznej różnych grup społecznych i funkcjonowania partii. Sprawował funkcję prezesa zarządu głównego, a następnie honorowego przewodniczącego stowarzyszenia Społecznego Towarzystwa Polska-Ukraina.

## Publikacje
- Aspiracje zawodowe uczniów szkół podstawowych (1971)
- Absolwenci średnich szkół rolniczych. Ich funkcja społeczno-zawodowa" (1972)
- Społeczna rola kobiet wiejskich. Studium socjologiczne wsi województwa bydgoskiego, toruńskiego i włocławskiego (1976)
- Bydgoskie Towarzystwo Naukowe (1959–1979). Studium historyczno-socjologiczne (1979)
- Kobiety-rolniczki (współautor, 1979)

## Odznaczenia
- Krzyż Komandorski Orderu Odrodzenia Polski (2001)[6]
- Krzyż Oficerski Orderu Odrodzenia Polski
- Krzyż Kawalerski Orderu Odrodzenia Polski
- Złoty Krzyż Zasługi
- Medal 40-lecia Polski Ludowej
- Medal Komisji Edukacji Narodowej
- Odznaka „Zasłużony Działacz Kultury”
- Medal im. Ludwika Waryńskiego (1988)[7]
- Order Przyjaźni Narodów (ZSRR, 1989)[8]
- Medal jubileuszowy „Czterdziestolecia zwycięstwa w Wielkiej Wojnie Ojczyźnianej 1941–1945” (ZSRR, 1985)[9]
- Jubileuszowy Medal 100. Rocznicy Urodzin Georgi Dymitrowa (Bułgarska Republika Ludowa, 1983)[10]
- Order „Za zasługi” III stopnia (Ukraina, 2004)[11]